# Lother & Co. (Mineralöl)
Die Lother GmbH betreibt ein Tankstellennetz mit über 100 Tankstellen in Norddeutschland. Außerdem vertreibt das Unternehmen Mineralölprodukte, Schmierstoffe und eine Immobilienwirtschaft für Wohn- und Gewerbeimmobilien.
Das Unternehmen hat seinen Sitz in Hamburg und Niederlassungen in Lüneburg, Lübeck und Itzehoe.
Es wurde 1932 als Kohlehandlung gegründet. Die Mineralölhandelsgesellschaft beliefert private als auch gewerbliche Endverbraucher bis hin zum Wiederverkäufer wie Handelsunternehmen und freie Tankstellen.